# Barjac, Gard
Barjac är en kommun i departementet Gard i regionen Occitanien i södra Frankrike. Kommunen ligger i kantonen Barjac som tillhör arrondissementet Alès. År 2022 hade Barjac 1 606 invånare.

## Befolkningsutveckling
Antalet invånare i kommunen Barjac
Referens:INSEE